# Laguna Marcapomacocha
Laguna Marcapomacocha es una laguna peruana situada a 4412 m s. n. m.. Se encuentra en el departamento de Junín, provincia de Yauli, distrito de Marcapomacocha. Es una de las lagunas más importantes del sistema de reservorios conectados con túneles para abastecer de agua a las ciudades de Lima y El Callao.
Está habitada por aves como la gaviota andina (Chroicocephalus serranus), el liclish (Vanellus resplendens) y el pato silvestre (Anas platyrhynchos).